# Xã Svea, Quận Barnes, Bắc Dakota
Xã Svea (tiếng Anh: Svea Township) là một xã thuộc quận Barnes, tiểu bang Bắc Dakota, Hoa Kỳ. Năm 2010, dân số của xã này là 41 người.